# Desconfiança

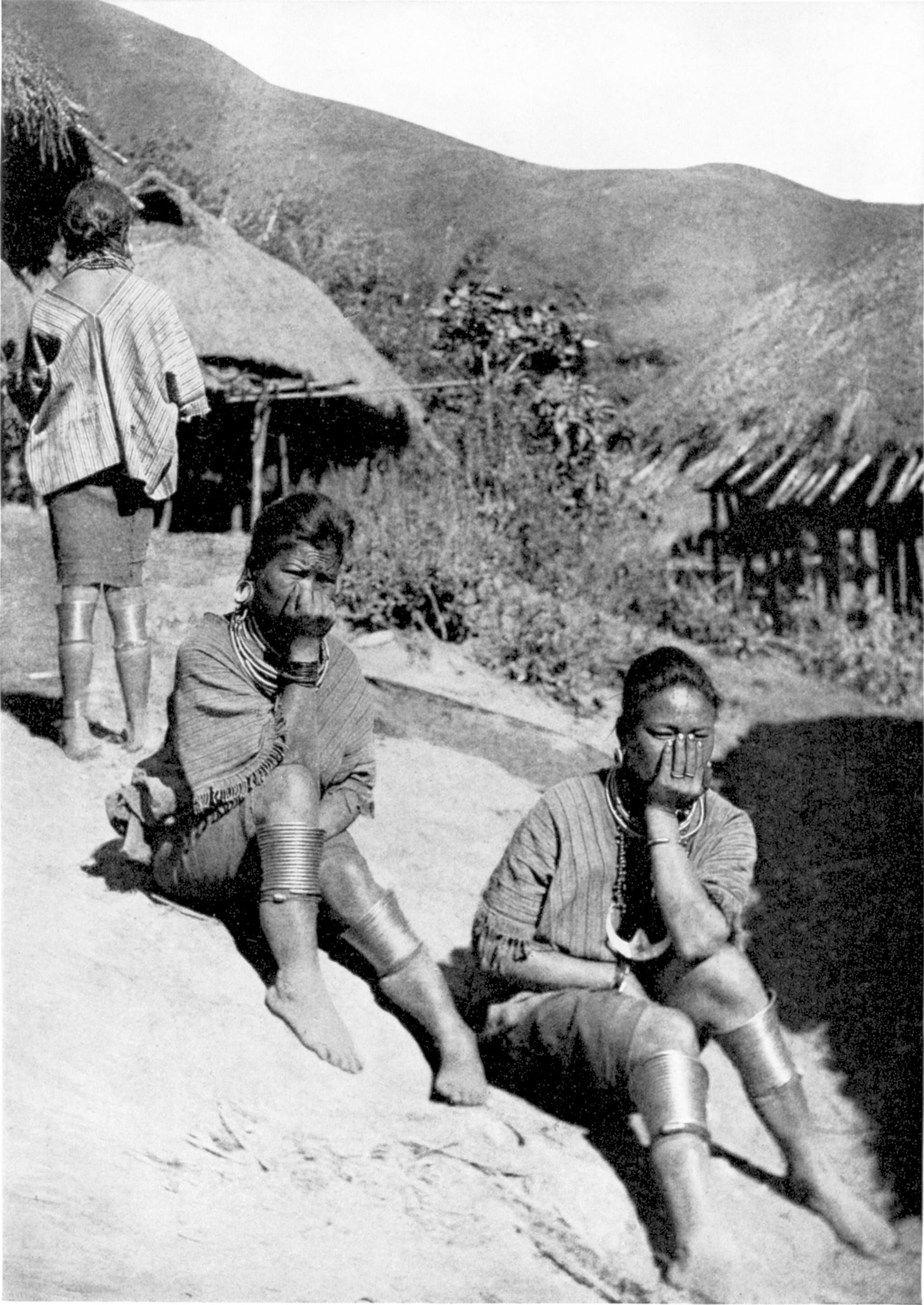
Mulheres aborígenes mostrando desconfiança no fotógrafo

A desconfiança é uma forma formal de não confiar demasiado em nenhuma das partes numa situação de grave risco ou de dúvida profunda. É comumente expresso na educação cívica como uma divisão ou equilíbrio de poderes, ou na política como meio de validar os termos do tratado. Os sistemas baseados na desconfiança simplesmente dividem a responsabilidade para que os freios e contrapesos possam funcionar. A frase “ confiar, mas verificar ” refere-se especificamente à desconfiança.

## Em sistemas de governo
Um sistema eleitoral baseia-se inevitavelmente na desconfiança, mas não na desconfiança. Os partidos competem no sistema, mas não competem para subverter o próprio sistema, nem para obter vantagens de má-fé através dele - se o fizerem, serão facilmente apanhados pelos outros. Existe muita desconfiança entre as partes e é exatamente isto que motiva a implementação de um sistema formal de desconfiança. O protocolo diplomático, por exemplo, que se aplica entre estados, baseia-se em meios como a desaprovação formal que, na verdade, diz "não confiamos nessa pessoa". Também tende a confiar numa etiqueta rigorosa – desconfiando dos hábitos de cada pessoa para sinalizar a sua intenção e, em vez disso, confiando num padrão global de comportamento em ambientes sociais sensíveis.
A governança corporativa baseia-se na desconfiança, na medida em que o conselho de administração não deve confiar nos relatórios que recebe da administração, mas tem poderes para investigá-los, contestá-los e, de outra forma, agir em nome dos acionistas versus gestores. O fato de raramente ou nunca o fazerem na maioria das empresas americanas é um sinal de que a relação de desconfiança se desfez – os escândalos contabilísticos e os apelos à reforma contabilística são o resultado inevitável. É precisamente para evitar crises de confiança tão maiores no “ sistema ” que medidas formais de desconfiança são postas em prática para começar.

## Na ciência da computação
Um protocolo conforme definido na ciência da computação usa uma ideia mais formal de desconfiança em si. Diferentes partes de um sistema não devem “confiar” umas nas outras, mas sim realizar afirmações, solicitações e validações específicas. Uma vez aprovadas, a responsabilidade pelos erros recai estritamente sobre a parte receptora do sistema, e não sobre aquela que enviou a informação original. A aplicação deste princípio dentro de um programa é chamada de design baseado em contrato.

## Estudos neuroquímicos
A neuroeconomia explica como os economistas estão tentando entender por que os humanos confiam ou desconfiam dos outros, registrando medidas fisiológicas durante experimentos de confiança.  Os economistas conduziram uma experiência observando a desconfiança através de um jogo de confiança. Os sujeitos foram solicitados a doar anonimamente várias quantias de dinheiro a outros sujeitos anônimos, sem garantia de receber dinheiro em troca. Várias condições foram executadas no experimento e após cada decisão, os níveis de DHT dos sujeitos foram medidos. Os resultados desta experiência sugerem que homens e mulheres respondem à desconfiança de forma fisiologicamente diferente; um nível elevado do hormônio diidrotestosterona (DHT) em homens está associado à desconfiança. No entanto, são necessárias mais pesquisas para afirmar com precisão a correlação entre a quantidade de DHT presente nos homens e as respostas à desconfiança. 

## Estudos sociológicos
Argumentou-se que, ao apoiar a suspeita e a vigilância saudáveis, a desconfiança nem sempre tem consequências prejudiciais e pode estar relacionada com resultados positivos.  Foi demonstrado que aumenta a velocidade e o desempenho de indivíduos e grupos  em determinadas tarefas. Foi demonstrado empiricamente que a desconfiança aumenta o desempenho em tarefas não rotineiras (criativas, não estruturadas), enquanto diminui o desempenho em tarefas rotineiras (cooperativas, estruturadas). 
A investigação em ambientes de alto risco, como plataformas petrolíferas, banca de investimento, cirurgia médica, pilotagem de aeronaves e centrais nucleares, relacionou a desconfiança à prevenção de falhas.   Quando são necessárias estratégias não rotineiras, as pessoas desconfiadas têm melhor desempenho, enquanto quando são necessárias estratégias rotineiras, as pessoas confiantes têm melhor desempenho.  Esta pesquisa foi estendida às empresas empreendedoras por Gudmundsson e Lechner.  Argumentaram que, nas empresas empreendedoras, a perspectiva de fracasso está sempre presente, assemelhando-se a situações não rotineiras em ambientes de alto risco. Eles descobriram que as empresas de empreendedores desconfiados tinham maior probabilidade de sobreviver do que as empresas de empreendedores otimistas ou excessivamente confiantes, porque os empreendedores desconfiados enfatizariam a prevenção do fracasso através de uma seleção sensata de tarefas e de mais análise.  Kets de Vries salientou que os empresários desconfiados estão mais atentos ao seu ambiente externo.  Assim, os empresários desconfiados têm menos probabilidades de desconsiderar acontecimentos negativos e são mais propensos a recorrer a mecanismos de controlo.     Assim, de acordo com Gudmundsson e Lechner, a desconfiança leva a uma maior precaução e, portanto, aumenta as probabilidades de sobrevivência da empresa empreendedora. 